# ГЕС Вольта-Гранде
ГЕС Вольта-Гранде (порт. Usina Hidrelétrica de Volta Grande) — гідроелектростанція на сході Бразилії на межі штатів Мінас-Жерайс і Сан-Паулу. Знаходячись між ГЕС Ігарапава (вище по течії) та ГЕС Порту-Колумбія, входить до складу каскаду на лівому витоку Парани на річці Ріо-Гранде.
Для роботи ГЕС річку перекрили комбінованою кам'яно-накидною та земляною греблею висотою 56 метрів та довжиною 2330 метрів. Вона утримує водосховище з площею поверхні 222 км2 та об'ємом 268 млн м3. Враховуючи наявність у складі каскаду кількох потужних водосховищ, для комплексу Вольта-Гранде обрано дуже мале нормальне коливання рівня поверхні між позначками 493,9 та 494,9 м НРМ (максимальний рівень на випадок повені не набагато більший — лише 495,5 м НРМ).
Пригреблевий машинний зал обладнали чотирма турбінами типу Каплан потужністю по 95 МВт, які працюють при напорі 25 метрів. Гарантоване річне виробництво при цьому має становити понад 2 млрд кВт·год електроенергії.
Видача продукції відбувається по ЛЕП, що працює під напругою 345 кВ.